# Amtsgericht Constadt
Das Amtsgericht Constadt war ein preußisches Amtsgericht mit Sitz in Constadt.

## Geschichte
In Constadt wurden von 1849 bis 1879 Gerichtstage des Kreisgerichts Creutzburg gehalten. Das königlich preußische Amtsgericht Constadt wurde mit Wirkung zum 1. Oktober  1879 als eines von 13 Amtsgerichten im Bezirk des Landgerichtes Oppeln im Bezirk des Oberlandesgerichtes Breslau gebildet. Der Sitz des Gerichtes war Constadt. Sein Gerichtsbezirk umfasste aus dem Kreis Creuzburg den Stadtbezirk Constadt und die Amtsbezirke Bürgsdorf, Constadt-Ellguth, Jacobsdorf, Schönfeld, Simmenau, Deutsch-Mürbitz, Polnisch-Mürbitz und den Gemeinde- und Gutsbezirk Brinnitze aus dem Amtsbezirk Wundschütz. Am Gericht bestand 1880 eine Richterstelle. Das Amtsgericht war damit ein kleines Amtsgericht im Landgerichtsbezirk.
Im Jahre 1945 wurde der Amtsgerichtsbezirk unter polnische Verwaltung gestellt, und die deutschen Einwohner wurden vertrieben. Damit endete auch die Geschichte des Amtsgerichtes Constadt.